# Brevipalpus disparis
Brevipalpus disparis är en spindeldjursart som beskrevs av Mohammad Nazeer Chaudhri och Akbar 1985. Brevipalpus disparis ingår i släktet Brevipalpus och familjen Tenuipalpidae. Inga underarter finns listade.